# Schmitt Mesa
Schmitt Mesa – stoliwo w południowych Latady Mountains w południowo-wschodniej Ziemi Palmera w południowej części Półwyspu Antarktycznego na Antarktydzie, o wysokości około 1000 m n.p.m.
Schmitt Mesa ma ok. 24 km długości i 8 km szerokości i jest prawie w całości pokryty lodem. Został sfotografowany z lotu ptaka w latach 1961–1967 i zmapowany przez United States Geological Survey. Nazwany na cześć Waldo LaSalle Schmitta (1887–1977), amerykańskiego biologa, który odbył podróże na Deception Island w 1927 roku oraz do  Zatoki Małgorzaty i na Morze Weddella w latach 1962–1963. 